# Georg II von Ebnet
Georg II von Ebnet (Jerzy II von Ebnet, zm. 1505) – biskup Bambergu w latach 1503 – 1505. 
Georg II pochodził z frankońskiej rodziny szlacheckiej marszałków von Ebneth (Ebnet). Wywodzili się z miejscowości Ebneth, która obecnie jest częścią miasta Burgkunstadt. Na tronie biskupim zasiadał bardzo krótko za czasów cesarza Fryderyka III. Jego następcą był Georg III Schenk von Limpurg.